# Toma de Oppenheim
La toma de Oppenheim por el ejército español de Flandes tuvo lugar el 14 de septiembre de 1620 durante la fase palatina de la Guerra de los Treinta Años. Tras haberse apoderado de Bad Kreuznach y de Alsheim, el ejército al mando de Ambrosio Spínola hizo amago de marchar sobre Worms, con lo cual el ejército protestante, hasta entonces acuartelado en Oppenheim y sus alrededores, desamparó esta ciudad para dirigirse al socorro de Worms. La maniobra de distracción surtió efecto y Spínola pudo adueñarse con facilidad de una importante cabeza de puente sobre el Rin que le permitiría asegurar víveres y municiones.

## Antecedentes

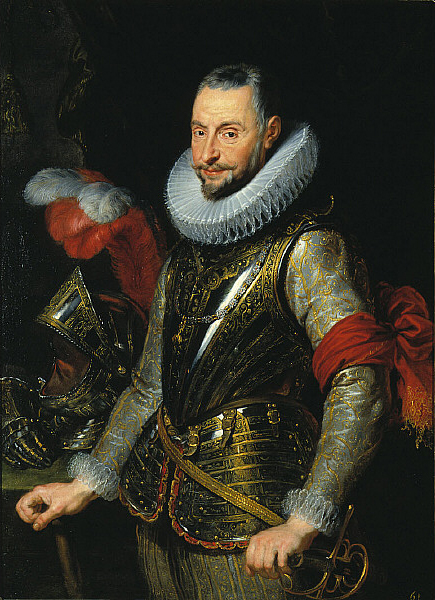
Ambrosio Spínola, por Pedro Pablo Rubens.

En 1620 la Monarquía Hispánica se avino a participar en la Guerra de los Treinta Años para ayudar al Sacro Imperio Romano Germánico a derrotar a la Unión Protestante encabezada por Federico V del Palatinado. En el mes de agosto, el marqués de los Balbases, el genovés Ambrosio Spínola, invadió el Palatinado desde los Países Bajos Españoles y avanzó hacia Fráncfort. El rápido socorro introducido en esta ciudad por los protestantes lo disuadió de atacarla, pero marchando hacia Oppenheim tomó a principios de septiembre la villa de Bad Kreuznach y se le rindió Alsheim, sin sufrir más revés que una emboscada de la caballería al servicio del elector palatino.
El objetivo prioritario de Spínola era ocupar una ciudad de cierta entidad que le permitiera asegurar los víveres y municiones, anticipándose así a la llegada del invierno. La atención del marqués se centró en Oppenheim, cuyo puente tenía cierta importancia estratégica al guardar la entrada al corazón el Palatinado Electoral. La ciudad, sin embargo, se hallaba fuertemente guarnecida y estaba defendida por sólidas fortificaciones, por lo cual un asalto inmediato se contempló como una opción desaconsejable. En su lugar, Spínola levantó su campamento en Alsheim y simuló una marcha hacia Worms para distraer la atención de las fuerzas de la Unión Protestante.

## Asalto
El margrave Joachim Ernest de Ansbach, que mandaba el ejército protestante en Oppenheim compuesto por cerca de 24 000 soldados, mordió el anzuelo y partió con la mayoría de sus tropas hacia Worms, dejando en Oppehneim una reducida guarnición de un millar de soldados. Spínola, entre tanto, se había aproximado aprovechando la noche hacia Oppenheim, donde llegó al frente de su ejército el amanecer del día 14. El asalto sobre los puestos de la ciudad no tardó en producirse.

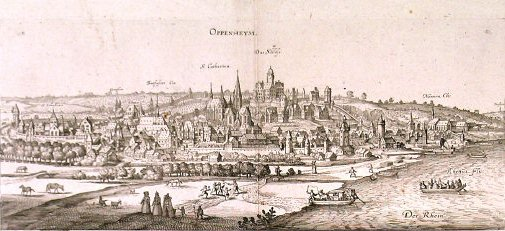
Vista de Oppenheim en el.

Ante el empuje de las tropas españolas, la guarnición protestante desamparó sus defensas a toda prisa y no tardó en rendirse sin haber sufrido más que unos pocos muertos a manos de los asaltantes. Según se desprende de la correspondencia de Spínola, se componía de 800 mosqueteros "muy buenos" reclutados en el país. Fueron desarmados y puestos en libertad. Además de varias banderas, los españoles se apoderaron de numerosas tiendas y otros bagages en los cuarteles de la ciudad.

## Consecuencias

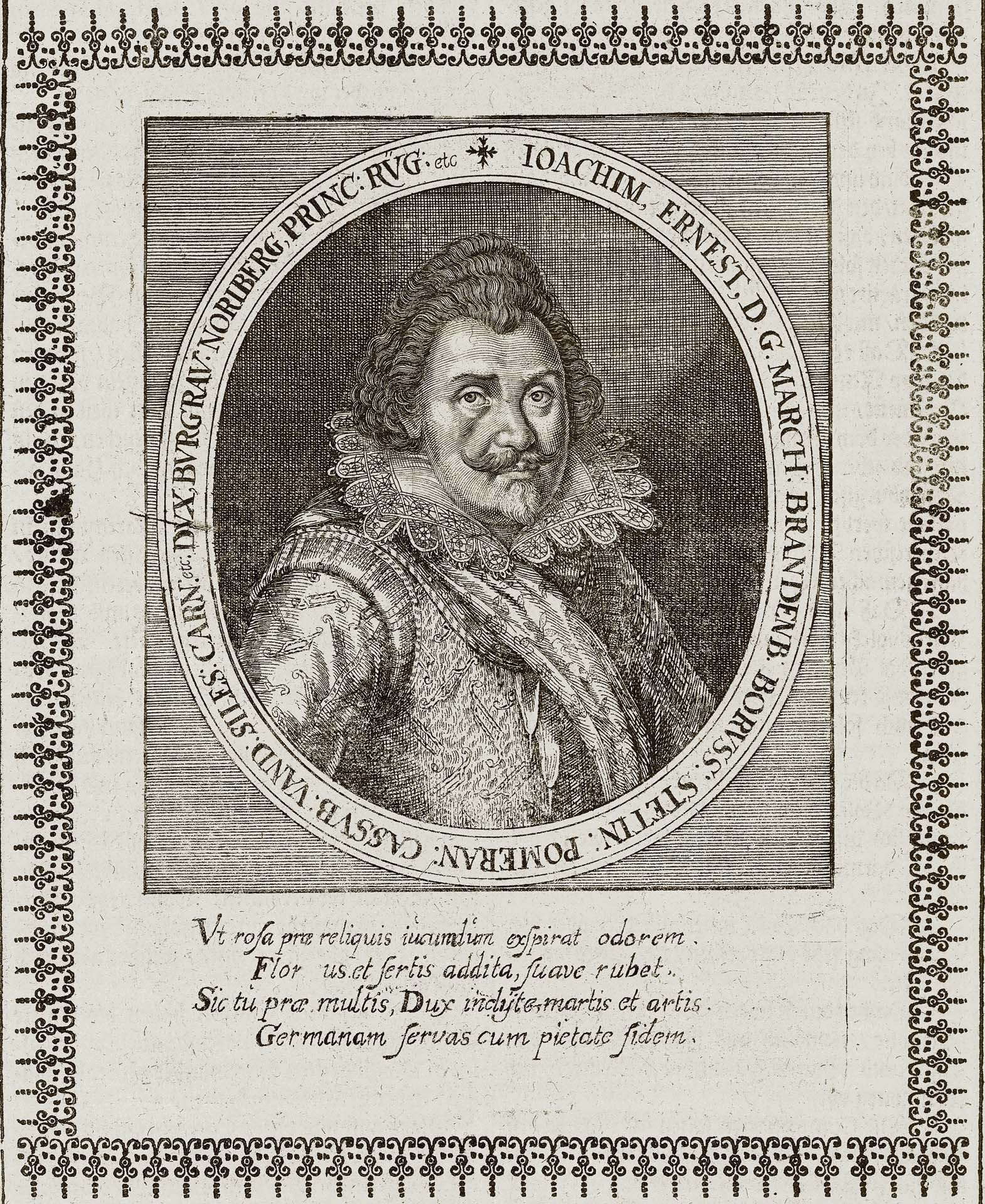
El margrave de Ansbach en un grabado del Theatrum Europaeum, 1662.

La pérdida de Oppenheim fue un duro golpe para los protestantes, ya que la ciudad constituía un punto clave para dominar la orilla del Rin que daba paso al interior del Palatinado gracias a su puente, custodiado por dos sólidos fuertes y una red de trincheras. Según Francisco de Ibarra, de haber contado con dos o tres mil hombres, la guarnición de Oppenheim hubiera podido contener a Spínola varios días, quizás dando tiempo a la llegada de Ansbach. En todo caso, el puente había sido destruido y Spínola ordenó reconstruirlo. También mandó reforzar las defensas y estableció su depósito de municiones.
Las diferentes guarniciones que había ido dejando en las plazas conquistadas, así como las enfermedades, habían mermado los efectivos del ejército español, de modo que Spínola decidió acantonarse en Oppenheim y solicitar refuerzos al Archiduque Alberto de Austria en Bruselas. Hasta el 25 de septiembre no sucedió nada de importancia. Tuvo lugar un consejo de los principales oficiales del ejército español, sin que se decidiera emprender ninguna operación, pero aquel día se supo que la caballería protestante preparaba un ataque contra sus cuarteles y se despachó al conde Hendrik van den Bergh al mando de 2200 caballos, el Tercio de Borgoñones, el regimiento alemán del Conde de Henden y tres cañones a emboscarlos. Finalmente no se produjo el esperado combate.
A la llegada del invierno, los dos ejércitos contendientes se retiraron a sus guarniciones sin que se hubiera producido ninguna batalla de importancia. Para entonces los protestantes habían recibido ya los refuerzos que esperaban de Inglaterra: 3000 infantes y 2500 caballos al mando de Horace Vere. En los 6 meses siguientes Spínola rindió más de 30 ciudades y castillos a lo largo del Bajo Palatinado.
La ciudad de Oppenheim estaría en poder español hasta su toma por las tropas suecas en junio de 1631.